# 공민
공민(公民)은 정치에 참여할 수 있는 사람들을 말한다. 시민, 국민, 주민, 인민 등의 단어와 유사한 의미를 가지지만, 각각 차이점이 있다. 정치를 참여할 수 있는 시민을 뜻하는 경우가 많지만, 엄밀하게는 참정권, 특히 투표권과 피선거권이 있는 시민을 공민이라고 부르는 경우가 많다. 또한 중국, 조선민주주의인민공화국, 중화민국은 국민, 국적의 의미로 헌법에서 공민이라는 단어가 사용되고 있다.

## 같이 보기
- 시민
- 국민
- 신민
- 주민
- 인민
- 사람
- 민중
- 정치
- 시민권
- 참정권